# مطار اللصف
مطار اللصف أو قاعدة وادي الخر هو مطار عسكري ثانوي عراقي في منطقة اللصف بناحية الشبكة في محافظة النجف غرب العراق، أُنشئ في سنوات معركة القادسية الثانية بين العراق وإيران، يُعدّ قاعدة جوية مصغرة فيها مرافق إدارية وفنية وفيها ملاجئ تحصين للطائرات وممر إقلاع وهبوط واحد ذات طريق درج، كان يمكنها استيعاب سرب مقاتل. وفي معركة أم المعارك سنة 1991 كانت قاعدة وادي الخر من الأهداف التي أسقطت عليها قنابل عنقودية في أول 24 ساعة من بداية الحرب الجوية، قال المؤرخ العسكري ديان باتني "في مناطق أقصى غرب العراق عادت قوات التحالف الجوية لمهاجمة القواعد الجوية ومواقع صواريخ سكود ومضخات النفط لكسب التواجد في غرب العراق من أجل تمكين شاشات الرادار للإسرائيليين لرؤية غرب العراق، فمن الساعة 2330 حتى 0010 في 18 كانون الثاني طارت طائرات جي آر-1 اس (GR-1s ) فأسقطت قنابلها العنقودية على قاعدتَي طلحة ووادي الخر.

## وصلات خارجية
- موقع اللصف في الخارطة العراقية اللوجستية العامة (Al Lasaf) Iraq:General Logistics Planning Map 2015